# Калоскамис, Димитрис
Димитрис Калоскамис (греч. Δημήτρης Καλοσκάμης; родился 1 марта 2005, Амарусион)  — греческий футболист, атакующий полузащитник клуба «Атромитос».

## Клубная карьера
Уроженец Амарусиона, Калосмаис является воспитанником клуба «Панатинаикос». В 2021 года подписал с клубом свой первый профессиональный контракт.
В июне 2024 года перешёл в афинский клуб «Атромитос», подписав трёхлетний контракт. 24 августа 2024 года дебютировал за «Атромитос», выйдя на замену в матче греческой Суперлиги против клуба ОФИ и отметившись забитым мячом.

## Карьера в сборной
Выступал за сборные Греции до 17 и до 19 лет.